# احمد غزالی
مجدالدین ابوالفتح احمد بن محمد غزالی (۴۵۲–۵۲۰ ه‍.ق)، برادر کوچکتر ابو حامد محمد غزالی و از بزرگان اهل سنت بود. کنیه وی ابوالفتوح، والقابش مجدالدین، زین الدین و حجت‌الاسلام بود. تاریخ و محل تولد او در منابع ذکر نشده، اما چون زندگی و تحصیلات این دو برادر به هم نزدیک بوده، براساس تاریخ و محل تولد محمد، احتمالاً احمد نیز در طابران طوس و دو سه سالی پس از برادرش محمد، در۴۵۲ یا ۴۵۳ به دنیا آمده‌است. وی یکی از فقهای بزرگ شافعی سدهٔ پنجم هجری و زادهٔ شهر توس بود. او هم چنین از بزرگ‌ترین عارفان و صوفیان عصر خود بود و اثر بزرگ وی سوانح العشاق نیز در همین باب تألیف شده‌است. این کتاب بزرگانی چون عراقی و عبدالرحمان جامی را تحت تأثیر قرار داده‌است. احمد، مانند برادرش، تحصیلات مقدماتی خود را در فقه به پایان رساند و هنوز جوان بود که به تصوّف گرایید. احمد غزالی مرید شیخ ابوبکر نساج طوسی بود و نسّاج نیز با پنج واسطه مرید جنید بغدادی محسوب می‌شود. احتمالاً احمد تا سال ۴۸۷ ه‍.ق که ابوبکر نساج درگذشت، نزد وی بوده‌است. غزالی از سال ۴۸۸ تا ۴۹۸ هجری قمری در نظامیه بغداد به نیابت از برادرش (محمّد) —که به سفری دراز رفته بود— تدریس می‌کرد. شیخ احمد غزالی در سنهٔ ۵۲۰ در شهر قزوین وفات یافت. مدفن وی مسجد «احمدیه» در شهر قزوین است. عبدالواحد آمدی گردآورنده غررالحکم و در الکلم و نیز ابن شهرآشوب نویسنده مناقب آل ابی طالب از شاگردان او بوده‌اند و او را به تشیع و بزرگی ستوده‌اند. عین القضات همدانی و ابونجیب سهروردی و شیخ ابوالفضل بغدادی از شاگردان او بوده‌اند. جانشین وی در طریقت شیخ ابوالفضل بغدادی است. البته از طریق ابونجیب سهروردی نیز سلاسل کبرویه و سهروردیه و ذهبیه جاری شده‌اند.
مقام طریقت: از اقطاب سلسله نعمت‌اللهی مرید و جانشین شیخ ابوبکر عبدالله النساج الطوسی.

## سلسله خرقه (قطبیت) احمد غزالی
شاه نعمت‌الله ولی:
| شیخ ما کامل و مکمل بود       |  | قطب وقت و امام عادل بود      |
| گاه ارشاد چون سخن گفتی       |  | درّ توحید را نگو سفتی         |
| یافعی بود نام عبدالله        |  | رهبر رهروان آن درگاه         |
| ...                          |  | ...                          |
| باز ابوالفضل بود بغدادی      |  | افضل فاضلان به استادی        |
| شیخ او احمد غزالی بود        |  | مظهر کامل جمالی بود          |
| خرقه‌اش پاره بود و او بکر است |  | زانکه نساج آن ابی‌بکر است     |
| پیر نساج شیخ ابوالقاسم       |  | مرشد عصر و ذاکر دایم         |
| باز شیخ بزرگ ابوعثمان        |  | که نظیرش نبود در عرفان       |
| مظهر لطف حضرت واهب           |  | بندگی ابوعلی کاتب            |
| شیخ او شیخ کاملش دانند       |  | بوعلی رودباریش خوانند        |
| شیخ او جنید بغدادی           |  | مصر معنی دمشق دلشادی         |
| شیخ او خال او سری سقطی       |  | محرم حال او سری سقطی         |
| باز شیخ سری بود معروف        |  | چون سری سرّ او به او مکشوف    |
| او ز موسی جواز احسان یافت    |  | کفر بگذاشت نقد ایمان یافت    |
| یافت خدمت امام مجال          |  | بود بواب درگهش ده سال        |
| شیخ معروف را نکو می‌دان       |  | شیخ داود طائیش می‌خوان        |
| شیخ او هم حبیب محبوب است     |  | عجمی طالب است و مطلوب است    |
| پیر بصری ابوالحسن باشد       |  | شیخ شیخان انجمن باشد         |
| یافت او صحبت علی ولی         |  | گشت منظور بندگی علی          |
| خرقه او هم از رسول خداست     |  | این چنین خرقه‌ای لطیف کراست   |
| نعمت‌اللهم و ز آن رسول        |  | نسبتم با علی است زوج بتول    |
| این چنین نسبت خوشی به تمام   |  | خوش بود گر تو را بود والسّلام |

علی ابن ابی طالب>>حسن بصری>>حبیب عجمی>>داود طائی>>معروف کرخی>>سری سقطی>>جنید>>ابوعلی رودباری>>ابوعلی کاتب>>ابوعثمان مغربی>>ابوالقاسم کرگانی>>ابوبکر نساج>>احمد غزالی

## آثار
آثار منسوب به او عبارتند از:
- لباب الاحیا
- الذخیره فی علم البصیره
- بحر الحقیقه (بحر الحقایق)
- رساله العشقیه
- سوانح العشاق (رساله سوانح): این اثر با رساله موعظه در یک جلد به تصحیح جواد نوربخش منتشر گردیده‌است.[۱۰]
- بوارق الالماع فی الرد علی من یحرم السماع بالاجماع: این کتاب از احمد غزالی عارف معروف نیست بلکه از شخص دیگری با همین نام است که تقریباً معاصر غزالی‌هاست.
- التجرید فی کلمه التوحید
- فی ضیق الفقر
- مجالس
- مختصر السلوه فی الخلوه
- منهج الاباب
- بحرالمحبه فی اسرارالموده فی تفسیر سوره یوسف
- رساله موعظه: این اثر با رساله سوانح در یک جلد به تصحیح جواد نوربخش منتشر گردیده‌است.[۱۱]
- نامه‌ها به عین‌القضاة همدانی: این نامه‌ها توسط نصرالله پورجوادی تصحیح گردید.[۱۲]
- سایر رساله‌های منسوب به احمد غزالی:
  - رساله الطیّور
  - رسالة عینیّه
  - رساله وصیت
  - مقاله روح